# Runds
Runds ist eine Ortschaft und eine Katastralgemeinde der Gemeinde Kottes-Purk im Bezirk Zwettl in Niederösterreich.

## Geografie
Die Streusiedlung befindet sich südlich von Kottes am Rundser Bach nordwestlich der Landesstraße L7183. Zur Ortschaft zählen auch die Einzellagen Eglesgraben (südlich des Ortes gelegen) und Greimath (nordöstlich des Ortes gelegen).

## Geschichte
Der Ort wird spätestens 1302 zum ersten Mal schriftlich erwähnt.
Im Eintrag der Josephinischen Fassion aus Jahre 1786/87 gab es im heutigen Ort 11 Häuser.
Im Jahr 1822 wurde der Ort als Dorf mit elf Häusern genannt, das nach Kottes eingepfarrt war, wohin auch die Kinder eingeschult wurden. Die Herrschaft Prandhof besaß die Ortsobrigkeit, übte die Landgerichtsbarkeit aus, besorgte die Konskription und hatte die Grundherrschaft inne.
Nach der Entstehung der Ortsgemeinden 1849 wurde der Ort ein Teil der Ortsgemeinde Münichreith bzw. nach der Verlegung des Hauptortes nach Kalkgrub am 13. November 1895 ein Teil desselben.
Laut Adressbuch von Österreich war im Jahr 1938 in der Streusiedlung Runds ein Landwirt mit Direktvertrieb ansässig.
Im Zuge der Niederösterreichischen Kommunalstrukturverbesserung wurde der Ort durch die Auflösung der Gemeinde Kalkgrub am 1. Januar 1967 ein Teil der Gemeinde Kottes-Purk.

## Siedlungsentwicklung
Zum Jahreswechsel 1979/1980 befanden sich in der Katastralgemeinde Runds insgesamt 16 Bauflächen mit 8.114 m² und 16 Gärten auf 38.657 m², 1989/1990 gab es 10 Bauflächen. 1999/2000 war die Zahl der Bauflächen auf 33 angewachsen und 2009/2010 bestanden 24 Gebäude auf 47 Bauflächen.

## Bodennutzung
Die Katastralgemeinde ist landwirtschaftlich geprägt. 106 Hektar wurden zum Jahreswechsel 1979/1980 landwirtschaftlich genutzt und 132 Hektar waren forstwirtschaftlich geführte Waldflächen. 1999/2000 wurde auf 74 Hektar Landwirtschaft betrieben und 122 Hektar waren als forstwirtschaftlich genutzte Flächen ausgewiesen. Ende 2018 waren 65 Hektar als landwirtschaftliche Flächen genutzt und Forstwirtschaft wurde auf 126 Hektar betrieben. Die durchschnittliche Bodenklimazahl von Runds beträgt 21,1 (Stand 2010).